# شورای انتقالی جنوب
شورای انتقالی جنوب (به عربی: المجلس الانتقالی الجنوبی)، سازمانی تجزیه‌طلب در جنوب یمن است که ۲۶ عضو آن شامل فرمانداران پنج استان جنوبی و دو وزیر دولت است. این سازمان توسط جناحی از جنبش جنوب و در سال ۲۰۱۷ تأسیس شد و خواستار جدایی جنوب یمن شده است، همان‌طور که قبلاً تا سال ۱۹۹۰ بود.
این شورا که در ۱۱ مه ۲۰۱۷ اعلام شد، توسط فرماندار سابق استان عدن، عیدروس الزبیدی به عنوان رئیس‌جمهور و وزیر سابق ایالت هانی بن بریک به عنوان معاون رئیس‌جمهور اداره می‌شود. تشکیل این شورا یک هفته پیش از آن توسط بیانیه عدن تاریخی که در تجمعی در اعتراض به برکناری الزبیدی از سمت خود به عنوان استاندار اعلام شد، مجاز شد. شورای انتقالی جنوب، یکی از طرف‌های اصلی جنگ داخلی یمن، مدعی است که بر بیشتر مناطق در جنوب یمن حکومت می‌کند. در آوریل ۲۰۲۲، شورای انتقالی جنوب پس از استعفای عبدربه منصور هادی، رئیس‌جمهور وقت یمن و انتقال اختیارات ریاست جمهوری به این نهاد تازه تأسیس، به شورای رهبری ریاست‌جمهوری پیوست. عیدروس الزبیدی، رئیس شورای انتقالی جنوب، معاون رئیس‌جمهور جدید شد. شورای انتقالی جنوب با افزایش اعضای خود به سه نفر از هشت عضو، از طریق سازماندهی مجدد داخلی در مه ۲۰۲۳، نفوذ خود را در شورا افزایش داد.

## تاریخ
در ۲۷ آوریل ۲۰۱۷، رئیس‌جمهور، هادی، عیدروس الزبیدی را به دلیل روابط نزدیک با امارات متحده عربی از سمت خود به عنوان فرماندار استان عدن برکنار کرد، که هادی آن را «عملکرد اشغالگران» در شهر توصیف کرد. این امر با تظاهرات گسترده‌ای در شهر در حمایت از زبیدی مخلوع اما محبوب روبرو شد.